# Departamento Mártires
Das Departamento Mártires liegt im Zentrum der Provinz Chubut im Süden Argentiniens und ist eine der 15 Verwaltungseinheiten der Provinz. 
Es grenzt im Norden an das Departamento Telsen, im Osten an die Departamentos Gaiman und Florentino Ameghino, im Süden an das Departamento Escalante und im Westen an die Departamentos Paso de Indios und Gastre. 
Die Hauptstadt des Departamento Mártires ist Las Plumas.

## Bevölkerung

### Übersicht
Das Ergebnis der Volkszählung 2022 ist noch nicht bekannt. Bei der Volkszählung 2010 war das Geschlechterverhältnis mit 460 männlichen und 318 weiblichen Einwohnern sehr unausgeglichen mit einem deutlichen Männerüberhang.
Nach Altersgruppen verteilte sich die Einwohnerschaft auf 169 (21,7 %) Personen im Alter von 0 bis 14 Jahren, 534 (68,6 %) Personen im Alter von 20 bis 64 Jahren und 75 (9,6 %) Personen von 65 Jahren und mehr.

### Bevölkerungsentwicklung
Das Departement ist kaum besiedelt und die Einwohnerzahl schrumpft sogar. Die Schätzungen des INDEC gehen von einer Bevölkerungszahl von 704 Einwohnern per 1. Juli 2022 aus.
| Jahr | 1947 | 1960 | 1970  | 1980  | 1991 | 2001 | 2010 | 2022    |
| Einwohner                                                                                                | 938  | 902  | 1.084 | 1.052 | 805  | 977  | 778  | k. Ang. |
| Bevölkerungsentwicklung des Departements seit 1947; Quelle: Ergebnisse der Volkszählungen in Argentinien |      |      |       |       |      |      |      |         |

## Städte und Gemeinden
Das Departamento Mártires ist in folgende Gemeinden aufgeteilt:
- Las Plumas
- Mina Chubut
- La Rosada
- Alto de las Plumas
- Laguna Grande
- Sierra Negra